# 보은 법주사 세존사리탑
보은 법주사 세존사리탑(報恩 法住寺 世尊舍利塔)은 충청북도 보은군 속리산면, 법주사에 있는 사리탑이다. 1976년 12월 21일 충청북도의 유형문화재 제16호로 지정되었다.

## 개요
고려 공민왕이 법주사에 행차했을 때, 통도사에 있는 석가모니의 사리 가운데 일부를 이 곳에 옮겨오도록 하여 세워놓은 사리탑이다.
8각을 기본형태로 하여, 상 ·중 ·하 3단으로 이루어진 기단(基壇) 위에 탑신(塔身)을 올리고, 꼭대기에 머리장식을 얹어 마무리하였다. 기단에서 아래받침돌은 윗면에 비스듬히 경사를 주었고, 가운데받침돌은 모서리마다 기둥을 새겼으며, 윗받침돌은 솟은 연꽃무늬로 장식하였다. 둥근 탑신의 몸돌은 아무런 장식이 없고, 지붕돌은 윗면에 흐르던 급한 경사가 끝부분에 이르러 완만해 졌다. 머리장식은 큼직한 원받침을 두어 그 위에 보주(寶珠:꽃봉오리모양의 장식)를 놓았다.
전체적으로 아담한 모습을 보이고 있는 이 부도는 고려 공민왕 11년(1362)에 만든 것으로 전한다. 

## 참고 자료
- 보은 법주사 세존사리탑 - 국가유산청 국가유산포털